# Economía de Austria
La economía de Austria está definida por ser una economía social de mercado, con empresas privadas y públicas. Las actividades básicas se han nacionalizado tras el final de la Segunda Guerra Mundial. Austria es uno de los países más prósperos y desarrollados de Europa. Así pues, Austria tiene una economía bien desarrollada gracias a la gran vertebración de su mercado, vertebración reflejada en el alto nivel de vida de sus habitantes.
Durante la década de 1980, gran parte la industria fue nacionalizada, aunque la privatización ha reducido el tamaño de la economía hasta llegar a un nivel comparable con otras economías europeas. Los movimientos obreros son particularmente fuertes en Austria y tienen una gran influencia sobre la política de trabajo.
Desde que ingresó como miembro de la Unión Europea en 1995, Austria ha impulsado profundas reformas estructurales, como la liberalización de las telecomunicaciones, la energía y el tabaco, la privatización de bancos, la industria del acero y el petróleo. Le siguieron fusiones de empresas nacionales con extranjeras, en sectores como la alimentación, el comercio, la construcción, la banca, el acero, el petróleo, el tabaco y las telecomunicaciones

## Producto interno bruto y crecimiento económico
Austria es uno de los países más ricos del mundo, ocupando el tercer lugar de países por ingresos por habitantes.
En 2011 los países de la Unión Europea entraban en recesión. El crecimiento austriaco tuvo un declive (
inclinacion) del 0,9% en 2012, relacionado con la crisis mundial. En 2012 poseía una de las tasas de desempleo más bajas de toda Europa, en el orden del 4,3%, gracias a su política de trabajo.
Austria lanzó un programa de diversificación comercial, buscando nuevos socios y desarrollando productos en investigación, desarrollo, y en las economías verdes y digitales. Otra prioridad del país es el sistema educativo y la lucha contra la evasión fiscal.
| Tipo                                              | 2009   | 2010   | 2011   | 2012   |
| ------------------------------------------------- | ------ | ------ | ------ | ------ |
| PIB en millones de USD                            | 384.62 | 380.02 | 418.41 | 398.59 |
| PIB crecimiento anual %                           | -3.8   | 2.1    | 2.7    | 0.8    |
| PIB per capital USD                               | 45.991 | 45.306 | 49.688 | 47.083 |
| Saldo de hacienda pública % de PIB                | -3.0   | -3.2   | -2.2   | -1.3   |
| Endeudamiento del Estado % de PIB                 | 69.2   | 72.0   | 72.4   | 73.7   |
| Tasa de inflación %                               | 0.4    | 1.7    | 3.6    | 2.6    |
| Tasa de desempleo % de la población activa        | 4.8    | 4.4    | 4.2    | 4.4    |
| Transacciones corrientes miles de millones de USD | 10.43  | 12.92  | 2.42   | 7.94   |
| Transacciones corrientes en % del PIB             | 2.7    | 3.4    | 0.6    | 2.0    |

## Dependencia económica con Alemania
Históricamente, Austria ha mantenido una fuerte dependencia económica con Alemania - su principal socio - por lo que es muy vulnerable a los cambios de la economía alemana. En 2001, el lento crecimiento de varias economías mundiales, entre las que se encuentra Alemania, afectó a Austria, reduciendo el crecimiento de su PIB al 1.2 % en 2001. Dado que Austria se adhirió a la Unión Europea se han creado fuertes lazos con las demás economías de la Unión Europea, reduciendo su dependencia económica de Alemania. Además, los socios de la Unión Europea han favorecido una afluencia de inversores extranjeros atraídos por el acceso de Austria al mercado europeo. Por lo tanto, las estimaciones de crecimiento en 2005 (de hasta el 2 %) son mucho más favorables que en la exhausta economía alemana.

## Industrias
Austria es un país desarrollado industrialmente con una componente en servicios importante. Los servicios representan el 67,5% de la economía, sin embargo, el 30,3% restante incluye sectores industriales importantes como son la fabricación de maquinaria, el sector siderúrgico y las industrias químicas y automotriz.
Austria es conocida internacionalmente por la sofisticación del sector de la electrónica, en especial por sus productos electrónicos hechos a medida.
Aunque algunas industrias, como la del hierro y del acero, y las plantas químicas, sean empresas grandes que emplean a miles de personas, las empresas en Austria son relativamente pequeñas a una escala internacional. En general, predominan las empresas pequeñas y medianas. Sólo 167 compañías tienen más de 1000 empleados.
El sector industrializado austríaco tiene un fuerte desarrollo además en el sector armamentístico, la maquinaria y los textiles. En cuanto al sector de servicios, el turismo, las finanzas y las telecomunicaciones son los mayores generadores de capitales.

## Ganadería
Las granjas austríacas, como con las del resto de países montañosos en Europa, son pequeñas, de manera que la producción es relativamente cara. A partir de la entrada de Austria en la Unión Europea en 1995, el sector agrícola ha experimentado una reforma sustancial gracias a la Política Común Agrícola de la Unión Europea (PAC). Aunque los agricultores austríacos proporcionen aproximadamente el 80 % de las exigencias nacionales de alimentos, la contribución agrícola al producto nacional bruto ha disminuido hasta menos de un 3 %.
La ganadería se encuentra dedicada a la cría de vacunos, porcinos y caprinos.

## Servicios
El sector de los servicios es el más importante para Austria, ya que compone gran parte del producto interior bruto. Así, Viena ha aumentado su tamaño, en parte gracias a su puesto estratégico comercial, que la ha establecido convertido en la puerta a Europa del este. Las corporaciones principales de Austria se componen de despachos de abogados y bancos del resto de la Unión Europea.

## Turismo
El territorio austriaco ha sido ruta frecuente de viajeros desde tiempos inmemoriales. Con su céntrica ubicación europea, fronteras en común con 8 países (Alemania, República Checa, Eslovaquia, Eslovenia, Hungría, Italia, Suiza y Liechtenstein), Austria tiene una larga tradición recibiendo turistas. Siendo un país pequeño (8,2 millones de habitantes), Austria cada año recibe unos 19 millones de visitantes extranjeros, lo que lo ubica dentro de los 10 destinos más populares del mundo.
El flujo de turistas ha sido interrumpido a lo largo de la historia por las dos guerras mundiales y luego por la crisis económica de los años 1920s. Desde mediados de los años 1970s, la industria del turismo ha tenido que enfrentar nuevos desafíos como el excesivo proteccionismo y cambios político-sociales.
Los ingresos directos del sector de turismo generaron un 9,8 % del PIB.
El turismo en Austria se presenta como una combinación de cultura, historia, naturaleza, deportes y negocios. Austria se ha convertido en un centro de reuniones de la política internacional y convenciones.

### Los Alpes y el turismo de invierno
Austria es el paraíso para los fanáticos de los deportes invernales: más de 800 resorts ofrecen 22.000 km de pistas de esquí y 16.000 km de pistas a campo traviesa. Austria ha sido sede de los Juegos Olímpicos de invierno en dos ocasiones, convirtiendo a la ciudad de Innsbruck en el centro del deporte blanco.
El turismo de invierno conforma una parte muy importante de la economía de Austria. La gran afluencia de visitantes alemanes ha hecho que este sector dependa en gran parte de la economía alemana, aunque últimamente se están produciendo cambios que intentan evitar que el turismo dependa de la economía de Alemania. Estos cambios se traducen en la creación de estaciones de esquí como Arlberg o Kitzbühel, que cada vez son más frecuentadas por europeos orientales, rusos y americanos.

## Comercio exterior

### Importaciones
Se presentan a continuación las mercaderías de mayor peso en las importaciones de Austria para el periodo 2010-hasta abril de 2015. Las cifras expresadas son en dólares estadounidenses valor FOB.

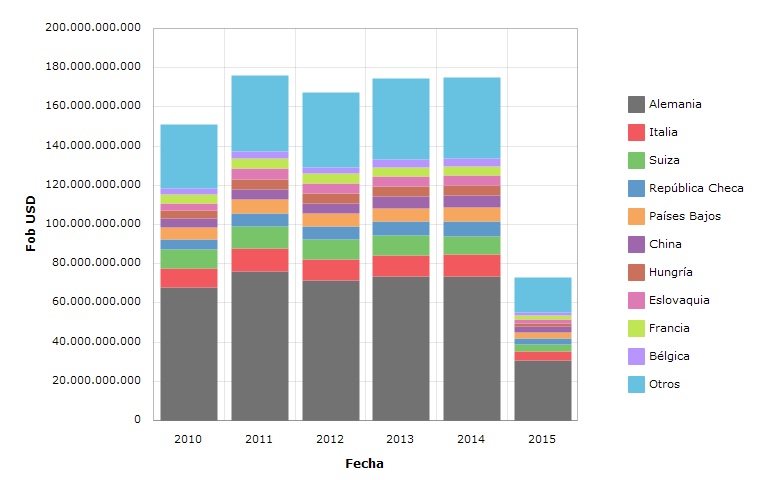
Importaciones de Austria del periodo 2010-hasta junio de 2015 expresadas en USD valor FOB. [http://trade.nosis.com/es/Comex/Importacion-Exportacion/Austria/Todas-las-posiciones-arancelarias/AT/00 Fuente

| Fecha Mercadería por capítulo arancelario | 2010            | 2011            | 2012            | 2013            | 2014            | enero-abril de 2015 |
| --- | --------------- | --------------- | --------------- | --------------- | --------------- | ------------------- |
| 84 - calderas, máquinas, aparatos y artefactos mecánicos; partes de estas máquinas o aparatos | 20.616.421.503  | 23.287.975.110  | 21.565.776.148  | 22.905.215.220  | 23.533.464.111  | 6.549.617.980       |
| 85 - máquinas, aparatos y material eléctrico, y sus partes | 15.955.552.071  | 16.924.378.117  | 18.103.744.125  | 19.697.362.051  | 19.680.789.203  | 5.522.146.313       |
| 87 - vehículos automóviles, tractores, velocípedos y demás vehículos terrestres, sus partes y accesorios                                                                                             | 14.615.513.391  | 18.017.821.722  | 16.612.007.155  | 17.275.775.510  | 17.613.720.711  | 4.866.592.435       |
| 27 - combustibles minerales, aceites minerales y productos de su destilación; materias bituminosas; ceras minerales                                                                                  | 12.716.955.408  | 16.002.307.004  | 16.438.136.846  | 15.682.200.948  | 13.817.621.101  | 2.893.480.439       |
| 39 - plásticos y sus derivados | 6.988.083.487   | 7.970.846.217   | 7.382.771.896   | 7.834.456.411   | 8.094.355.224   | 2.210.029.343       |
| 30 - medicamentos envasados | 5.163.721.174   | 5.494.115.413   | 5.182.043.267   | 5.508.863.427   | 5.925.997.516   | 1.663.912.482       |
| 73 - manufacturas de hierro o acero | 4.236.931.968   | 5.219.241.030   | 4.782.455.913   | 4.982.568.839   | 5.051.601.366   | 1.359.668.416       |
| 29 - productos químicos inorgánicos | 3.511.875.477   | 4.285.491.363   | 4.216.551.835   | 4.783.622.605   | 5.012.189.200   | 2.337.001.933       |
| 72 - hierro y acero de fundición | 3.980.456.249   | 5.167.248.040   | 4.516.651.785   | 4.162.358.453   | 4.381.871.179   | 1.215.389.979       |
| 90 - instrumentos y aparatos de óptica, fotografía o cinematografía, de medida, control o precisión; instrumentos y aparatos medicoquirurgicos; partes y accesorios de estos instrumentos o aparatos | 3.818.724.321   | 4.120.901.377   | 3.975.618.465   | 3.999.650.642   | 4.337.930.224   | 1.203.627.307       |
| Demás capítulos | 59.298.598.130  | 69.300.711.191  | 64.546.477.873  | 67.506.404.628  | 67.689.728.772  | 19.075.707.858      |
| Total | 150.902.833.179 | 175.791.036.585 | 167.322.235.307 | 174.338.478.735 | 175.139.268.607 | 48.897.174.484      |

### Exportaciones
Se presentan a continuación los principales socios comerciales de Austria para el periodo 2010-hasta abril de 2015. La mayoría de sus importadores están en Europa salvo Rusia y Estados Unidos. Las cifras expresadas son en dólares estadounidenses valor FOB.

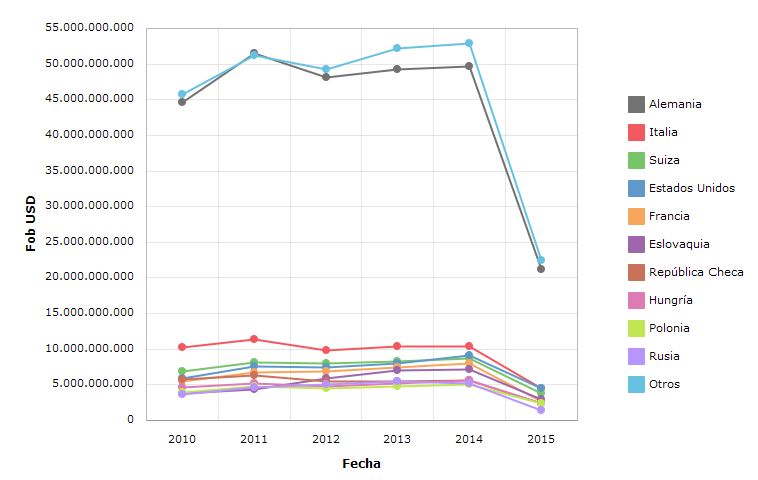
Exportaciones de Austria del periodo 2010-hasta junio de 2015 expresadas en USD valor FOB. [http://trade.nosis.com/es/Comex/Importacion-Exportacion/Austria/Todas-las-posiciones-arancelarias/AT/00 Fuente

| Fecha País importador | 2010            | 2011            | 2012           | 2013            | 2014            | enero-abril de 2015 |
| --------------------- | --------------- | --------------- | -------------- | --------------- | --------------- | ------------------- |
| Alemania              | 44.620.409.460  | 51.524.347.376  | 23.705.610.448 | 49.307.927.277  | 49.703.668.697  | 14.124.852.204      |
| Italia                | 10.188.189.063  | 11.376.626.658  | 4.754.567.619  | 10.357.016.942  | 10.405.518.624  | 2.922.717.737       |
| Suiza                 | 6.811.992.181   | 8.074.708.044   | 4.066.993.024  | 8.344.186.045   | 8.757.507.798   | 2.626.955.768       |
| Estados Unidos        | 5.844.350.594   | 7.541.468.510   | 3.759.772.967  | 8.010.356.494   | 9.164.460.931   | 2.921.170.303       |
| Francia               | 5.492.161.772   | 6.666.771.609   | 3.691.380.043  | 7.473.552.820   | 7.985.638.603   | 1.753.523.794       |
| Eslovaquia            | 3.814.942.448   | 4.410.517.986   | 3.203.910.752  | 7.054.079.961   | 7.103.264.441   | 1.985.160.898       |
| República Checa       | 5.687.017.064   | 6.362.172.030   | 2.619.793.205  | 5.456.702.246   | 5.561.454.652   | 1.598.770.779       |
| Hungría               | 4.571.370.909   | 5.249.846.662   | 2.302.645.953  | 5.195.729.062   | 5.644.147.589   | 1.554.236.253       |
| Rusia                 | 3.626.412.886   | 4.690.158.225   | 2.733.201.631  | 5.521.219.027   | 5.150.502.118   | 883.294.096         |
| Polonia               | 3.884.803.536   | 4.817.945.349   | 2.182.604.735  | 4.835.144.288   | 5.086.134.410   | 1.554.142.412       |
| Resto del mundo       | 45.794.812.558  | 51.262.899.488  | 24.520.920.211 | 52.191.466.135  | 52.879.686.745  | 14.818.961.410      |
| Total                 | 140.336.462.472 | 161.977.461.936 | 77.541.400.588 | 163.747.380.297 | 167.441.984.607 | 46.743.785.652      |

## Energía
Austria tiene grandes reservas de materias primas y energía, lo que lo convierte en el octavo país exportador de electricidad en todo el mundo.
Austria se destaca por tener el mayor porcentaje de fuentes de energía renovable en la UE sobre el consumo total y no tiene centrales nucleares. Su fama de eficiente energéticamente se refleja en su consumo por habitante, que en el caso de la electricidad, está por debajo de la OCDE o EE. UU. El nivel de intensidad energética de la economía austriaca es el segundo más bajo de la UE y detrás de Dinamarca.

## Medio ambiente
La belleza de su naturaleza, los ríos y lagos, el aire puro y un terreno muy cuidado son rasgos característicos del paisaje austriaco. Los avances industriales y económicos se han llevado a cabo con una preocupación del ambiente.
Política orientada a la protección ambiental han permitido que convivan actividades económicas, como la agricultura, con un entorno ambiental adecuado al marco internacional. Para reducir las emisiones de CO2, Austria ha apostado por la eficiencia energética y energías renovables (sol, viento, biomasa) y la optimización de los sistemas de calefacción y aprovechamiento del calor.

## Empleo y condiciones
En Austria hay unos 3,9 millones de personas empleadas y unas 240.000 desempleadas. La tasa de desempleo es una de las más bajas de Europa, 7.65
En Austria se trabaja 40 horas a la semana, aunque en algunas partes se negocia menos. El salario mínimo es de 1100 €/mes desde el 2009. Los salarios son pagados catorce veces en el año, y dos pagos especiales, usualmente el 1° de junio y el 1° de diciembre.
Las vacaciones son 5 semanas pagadas en el año.
Toda persona activa empleada está sujeta a seguros obligatorios que incluyen desempleo, discapacidad, retiro y provisión de supervivencia. El derecho de desempleado es válido para personas que trabajaron al menos un año. Los beneficios de desempleo van desde 50 a 70 por ciento del neto pagado y está limitado a 7 meses. Después de ese período el desempleado puede postular a una serie de otros programas de apoyo dependiendo de sus necesidades.
La edad de retiro es de 65 años para los hombres y 60 para las mujeres. Sin embargo solo el 10% de los hombres y el 50% de las mujeres trabajan hasta esa edad ya que el resto prefiere jubilar anticipadamente.
La pensión es generalmente calculada en base al nivel de ingreso de los últimos diez años y el período total de contribuciones.
Debido a los cambios demográficos y la prácticas de retiro, la relación entre fuerza de trabajo y personas en retiro se está deteriorando y para 2020 puede alcanzar el 1:1. Expertos reconocen que es inevitable la reforma del sistema de pensiones y reducir los beneficios de seguridad social que fueron introducidos bajo condiciones económicas y demográficas fortuitas en los 60s y 70s.